# سیارک ۹۷۰۱
سیارک ۹۷۰۱ (به انگلیسی: 9701 Mak، نامگذاری:1157T-2) نه هزار و هفتصد و یکمین سیارک کشف شده‌است که در ۲۹ سپتامبر ۱۹۷۳ کشف شد.
قدر مطلق سیارک برابر ۱۵٫۳۰ است.